# Bílina
Bílina (en allemand : Bilin) est une ville du district de Teplice, dans la région d'Ústí nad Labem, en République tchèque. Sa population s'élevait à 14 633 habitants en 2023.

## Géographie
Bílina est arrosée par la rivière Bílina et se trouve à 12 km au sud-ouest de Teplice, à 24 km au sud-ouest d'Ústí nad Labem et à 71 km au nord-ouest de Prague.

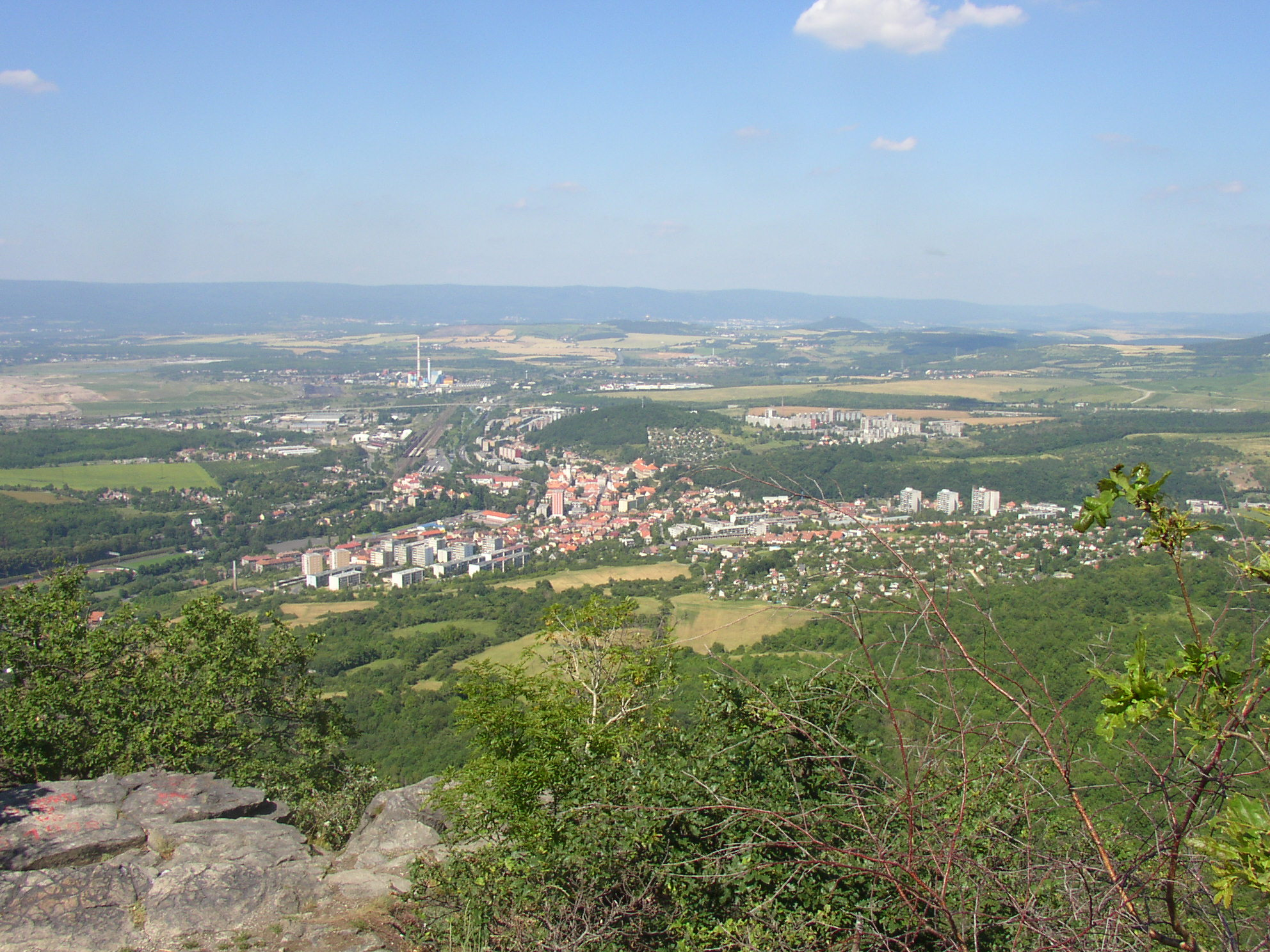
Bílina : vue générale.

La commune est limitée par Osek, Duchcov et Ledvice au nord, par Světec à l'est, par Hrobčice, Želenice et Braňany au sud, et par Most et Mariánské Radčice à l'ouest.

## Histoire
La ville de Bilina a été fondée vers 1215 par le roi Ottokar Ier. La ville tire son nom du tchèque belin qui signifie « fortifications ».
L'eau de Bilin est connue depuis plusieurs siècles et prend sa source sous le Bořeň, qui culmine à 538 mètres.

## Population
Recensements ou estimations de la population de la commune dans ses limites actuelles :
| 1869* | 1880* | 1890* | 1900*  | 1910*  | 1921*  |
| ----- | ----- | ----- | ------ | ------ | ------ |
| 5 342 | 7 310 | 8 952 | 12 257 | 14 153 | 14 361 |

| 1930*  | 1950*  | 1961*  | 1970*  | 1980*  | 1991*  |
| ------ | ------ | ------ | ------ | ------ | ------ |
| 16 586 | 11 862 | 13 726 | 16 196 | 18 836 | 17 025 |

| 2001*  | 2011*  | 2014   | 2015   | 2016   | 2017   |
| ------ | ------ | ------ | ------ | ------ | ------ |
| 15 089 | 15 401 | 16 703 | 16 884 | 17 112 | 17 205 |

| 2018   | 2019   | 2020   | 2021*  | 2022   | 2023   |
| ------ | ------ | ------ | ------ | ------ | ------ |
| 17 203 | 17 166 | 17 200 | 14 104 | 14 420 | 14 633 |

## Transports
Par la route, Bílina se trouve à 13 km de Teplice, à 13 km de Most, à 31 km d'Ústí nad Labem et à 87 km de Prague.

## Jumelages
- Alès (France) ;
- Biłgoraj (Pologne) ;
- Crailsheim (Allemagne) ;
- Dippoldiswalde (Allemagne) ;
- Novovolynsk (Ukraine) ;
- Sæby (Danemark) ;
- Stropkov (Slovaquie).